# Naypyidaw (terytorium związkowe)
Terytorium związkowe Naypyidaw (birm. နေပြည်တော် ပြည်တောင်စုနယ်မြေ, w skrócie Naypyitaw) – jednostka administracyjna w środkowej części Mjanmy obejmująca stolicę kraju – Naypyidaw.

## Dystrykty i okręgi miejskie
Terytorium związkowe Naypyidaw składa się z 2 dystryktów i 8 okręgów miejskich:
- Ottara
  - Ottarathiri
  - Pobbathiri
  - Tatkon
  - Zeyarthiri
- Dekkhina
  - Dekkhinathiri
  - Lewe
  - Pyinmana
  - Zabuthiri

## Władza
Terytorium związkowe Naypyidaw jest pod bezpośrednią administracją prezydenta Mjanmy. Na co dzień funkcje zarządzającego Naypyidawy są wykonywane przez przewodniczącego rady Naypyidawy w imieniu prezydenta.
30 marca 2011, prezydent Mjanmy Thein Sein powołał Theina Nyunta na przewodniczącego rady Naypyidaw, razem z 9 innymi członkami: Thana Htaya, Colonela Myint Aung Thana, Kana Chuna, Painga Soe'a, Sawa Hla, Myinta Swe'a, Myinta Shwe'a i Myo Nyunta.